# Schütte-Lanz
Das Unternehmen Luftschiffbau Schütte-Lanz befasste sich ab 1909 mit dem Bau von Luftschiffen, später auch von Flugzeugen und Automobilen. Es war die größte deutsche Konkurrenz Ferdinand von Zeppelins auf dem Gebiet des Starrluftschiff-Baus vor und während des Ersten Weltkriegs. Obgleich die Schütte-Lanz-Luftschiffe den Zeppelinen in vielerlei Hinsicht überlegen waren, konnte der Luftschiffbauer nie Zeppelins Erfolge feiern.

## Geschichte
Das Unternehmen wurde vom Industriellen Karl Lanz und dem Ingenieur Johann Schütte am 22. April 1909 in Rheinau gegründet. Die Produktionsstätte wurde in Brühl bei Mannheim angesiedelt und später durch je ein weiteres Werk in Zeesen und Leipzig erweitert. Der Hauptunterschied der Luftschiffe gegenüber jenen vom Zeppelin-Typ lag in ihrem Konstruktionswerkstoff. Das Gerippe bestand aus Holz. Erst später wurden für die Nachkriegszeit vier Verkehrsluftschiffe und ein Forschungsluftschiff geplant, die wie die Zeppelin-Luftschiffe ein Duraluminium-Skelett erhalten sollten.
Bis dahin hatte die Luftschiffbau Schütte-Lanz allerdings ausschließlich Militärluftschiffe gefertigt.
Vom 1. April 1916 bis zum 15. April 1925 befand sich in Zeesen in Brandenburg eine Zweigniederlassung mit eigener Luftschiffwerft und Flugzeugbau. Die Abteilung Flugzeugbau wurde hierzu eigens im Frühjahr 1916 vom Hauptwerk in Mannheim-Rheinau nach Zeesen umgesiedelt. In Zeesen wurden insgesamt drei Luftschiffe und über 500 Flugzeuge gebaut. Nach dem Ersten Weltkrieg musste 1919 gemäß den Bestimmungen des Versailler Vertrages die Produktion von Luftschiffen wie auch von Flugzeugen eingestellt werden. Ebenso waren die Luftschiff- und Flugzeughallen abzubauen und an die Siegermächte auszuliefern.

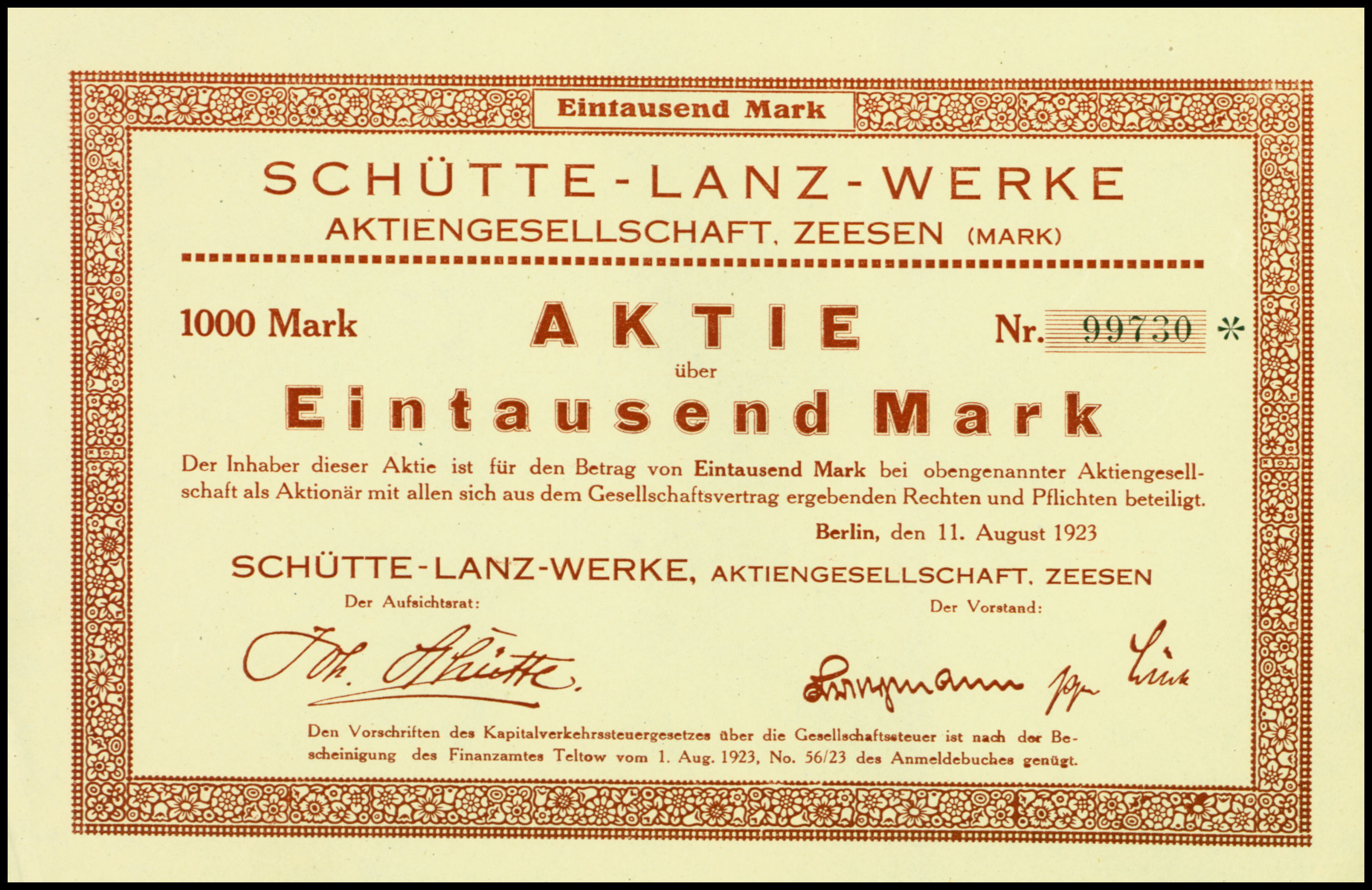
Aktie über 1000 Mark der Schütte-Lanz-Werke AG in Zeesen vom 11. August 1923

Das Unternehmen widmete sich daher in der Folgezeit, da sowohl die Flugzeuge wie auch die Luftschiffe ein Sperrholz-Skelett hatten, zunächst dem Holzbau: Es entstanden Möbel, aber auch Fenster und Türen für den Hausbau. Ab 1920 widmete Schütte-Lanz sich dem Kraftfahrzeugbau und produzierte Kleinwagen. Als dies alles wenig Erfolg zeitigte, wurde das Unternehmen 1925 liquidiert und das Gelände 1926 an die Reichspost verkauft, die in den Gebäuden eine Schule errichtete.
Es gelang, die technologische Erfahrung aus dem Luftschiffbau auf andere Geschäftsfelder, hauptsächlich im Sperrholzbau, zu übertragen. Bis Ende 2007 war die Firma als Finnforest Schütte-Lanz GmbH mit Sitz in Brühl bei Mannheim auf Verschalungsplatten spezialisiert. Nach der Einstellung des Betriebs wurden die Produktionsanlagen demontiert. Das Gelände wird derzeit unter dem Namen „Gewerbepark Schütte-Lanz“ vermarktet. Die letzten verbliebenen denkmalgeschützten Hallen von 1911 warten jetzt auf bessere Zeiten. Am 11. Oktober 2013 wurde der Kamin gesprengt, da die zukünftigen Gewerbetreibenden keinen Kamin wollten.
In Berlin-Lichterfelde heißt seit 1933 die vormalige Steinstraße Schütte-Lanz-Straße. Dort befindet sich der Lilienthalpark mit dem Lilienthal-Denkmal.
Am ehemaligen Standort in Zeesen wird mit dem „Schütte-Lanz Gewerbepark“ an den früheren Produktionsort erinnert. Die letzten Gebäude des Werks wurden im März 2013 abgerissen.

## Luftschiffe
Für Luftschifftypen, gebaute und geplante Luftschiffe siehe Liste der Schütte-Lanz-Luftschiffe.

## Flugzeuge
Da Luftschiffe im Laufe des Ersten Weltkrieges wegen ihrer Größe und relativ niedrigen Geschwindigkeiten immer verwundbarer wurden, wandte sich Schütte-Lanz in seinem Zweigwerk Zeesen ab 1916 vermehrt dem Flugzeugbau zu. Das Werk erhielt im Oktober 1916 einen Auftrag zum Bau von 250 Stück des Aufklärungsflugzeugs AGO C.IV. Nach den erforderlichen Vorbereitungen konnte Im April 1917 mit dem Bau begonnen werden. Im Mai musste indessen die Produktion angehalten werden, da sich mehrere Abstürze ereignet hatten. Der Baustopp dauerte bis zum Juli 1917, als die Fehlerquellen erkannt und beseitigt waren. Zwar lief die Produktion dann wieder an, indessen war das Flugzeug mittlerweile derart in Verruf geraten, dass der Restauftrag im September 1917 storniert wurde. Die letzten AGO C.IV wurden von Zeesen Mitte Oktober 1917 ausgeliefert.
Um die anderen Ortes entwickelten viermotorigen Bomber („Riesenflugzeuge“) bauen zu können, wurde von Juli bis September 1917 eine weitere Halle, „Riesenflugzeughalle“ genannt, gebaut. Der Bau von insgesamt 7 Riesenflugzeugen des Typs Zeppelin (Staaken) R.VI begann im September 1917, im Oktober 1917 wurde das erste und im Mai 1918 das siebte und letzte Riesenflugzeug fertiggestellt.
Es folgte ein Auftrag zum Bau von Schulflugzeugen des Typs LVG B.II, dieser Typ wurde bis etwa Mai 1918 bei Schütte-Lanz produziert. Am 7. März 1918 konnte das 100. Flugzeug, eine LVG B.II, fertiggestellt werden. Ende Dezember 1917 erhielt das Werk einen Anschlussauftrag zum Bau von 300 Schulflugzeugen LVG B.III, der ab März 1918 ausgeführt wurde. Das 500. Flugzeug, eine LVG B.III, verließ die Hallen am 24. September 1918. Weitere Anschlussaufträge für LVG B.III folgten, dieses Muster wurde bis zum Kriegsende in Serie gebaut.
Eine genaue Anzahl der gebauten Flugzeuge ist nicht erhalten, aufgrund der obigen Angaben dürften etwa 600 Flugzeuge bei Schütte-Lanz in Zeesen gebaut worden sein. Hierin eingeschlossen sind die nachfolgenden Eigenentwicklungen, die alle im Prototypen-Stadium verblieben:
| Bezeichnung        | Einsatzzweck | Baujahr |
| ------------------ | ------------ | ------- |
| Schütte-Lanz D.I   | Jagdflugzeug | 1915    |
| Schütte-Lanz D.III | Jagdflugzeug | 1916    |
| Schütte-Lanz Dr.I  | Jagdflugzeug | 1916    |
| Schütte-Lanz D.IV  | Jagdflugzeug | 1917    |
| Schütte-Lanz D.VI  | Jagdflugzeug | 1917    |
| Schütte-Lanz D.VII | Jagdflugzeug | 1918    |
| Schütte-Lanz G.I   | Bomber       | 1915    |
| Schütte-Lanz G.III | Bomber       |         |
| Schütte-Lanz G.IV  | Bomber       |         |
| Schütte-Lanz G.V   | Bomber       |         |
| Schütte-Lanz C.I   | Aufklärer    | 1915    |
| Schütte-Lanz R.I   | Bomber       | 1918    |

## Automobilbau
Von 1920 bis 1924 baute die Schütte-Lanz-Werke AG in Zeesen Karosserien für Automobile unter dem Namen S.L.

### Ipe und Cyclon
Es begann mit einem Kleinwagen der Firma Ipe im Jahr 1920. Im gleichen Jahr wurden auch Karosserien für die Firma Cyclon hergestellt.

### Schütte-Lanz Velox
Ein Schwede namens Gunnar W. Andersson hatte aus der Konkursmasse von Ipe etliches Material erworben. Am 14. Oktober 1921 schloss er einen Vertrag mit Schütte-Lanz zur Lizenzproduktion von Ipe-Kleinwagen im Werk Zeesen. Das Auto sollte ausschließlich in Schweden verkauft werden. Zu ihrem Bau wurde Anfang April 1922 die „Schütte-Lanz Kleinautomobil GmbH Zeesen“ gegründet. Ziel war, im Jahr 1922 75 Autos zu bauen. Zeitgleich wurde zum Vertrieb die „Velocitas Fabrik AB“ in Stockholm gegründet.
In Schweden trugen die Fahrzeuge den Modellnamen „Velox“. Sie wurden in Zeesen ab etwa Mai 1922 in Serie gebaut, im August 1922 waren bereits 20 fertiggestellt, in den nächsten Monaten folgten bis zu 15 Stück monatlich. Gleichwohl ist nicht sicher, ob tatsächlich alle 75 Autos gebaut wurden. Da auch in Schweden das Auto schwer verkäuflich war, suchte der Hersteller vergeblich nach weiteren Absatzmärkten. Die Produktion dürfte Ende 1922 beendet gewesen sein, der Verkauf der Fahrzeuge zog sich bis 1924 hin.
Die Fahrzeuge entsprachen dem Ipe, erhielten jedoch einen anderen wassergekühlten Vierzylindermotor mit ca. 1 Liter Hubraum, der 15 PS leistete und dem Auto eine Höchstgeschwindigkeit von 70 km/h verlieh. Das Leergewicht betrug 550 kg.

### Schütte-Lanz 4/14PS und 5/20 PS
Trotz der ausbleibenden Erfolge mit Ipe- und Velox-Fahrzeugen plante Schütte-Lanz den Bau eines eigenen Kleinwagens. Um brauchbare Vorbilder zu haben, wurde 1922 ein Kleinwagen der Wanderer-Werke, vermutlich ein W8, erworben und zur Untersuchung der Technik in seine Einzelteile zerlegt, anschließend wieder zusammengesetzt und verkauft. Gleiches geschah anschließend mit einem Mathis-Kleinwagen. Am 27. Juli 1923 wurden zum Bau des Kleinwagens die Schütte-Lanz-Werke AG Zeesen gegründet. Die Gründung erfolgte angesichts der damals herrschenden Hyperinflation zu einem ungünstigen Zeitpunkt. Chefkonstrukteur wurde Dr. Ing. Rudolf Urtel, der bislang bei NAG gearbeitet hatte. Im Dezember 1923 ging der Wagen in Serie.
Das Auto fiel durch einen für einen Kleinwagen sehr langen Radstand (3,10 m) auf und hatte vier Sitze. Das Lenkrad war bereits links; der Wagen hatte elektrischen Anlasser, das Getriebe drei Vorwärtsgänge und einen Rückwärtsgang. Der von Schütte-Lanz konstruierte wassergekühlte Vierzylindermotor hatte eine Bohrung von 62 und einen Hub von 86 mm, woraus sich ein Hubraum von 1039 cm³ errechnet. Die Spurweite betrug 1,15 m, die Länge 3,90 und die Breite 1,40 m. Das Fahrzeug wog leer 630 kg, der Tank fasste 30 Liter. Der Verbrauch wird mit 7 bis 8 Liter/100 km angegeben, die Höchstgeschwindigkeit mit 65 km/h. Der Verkaufspreis betrug 5750 Reichsmark.
Schon bald mutierte der 4/14 PS zum 5/20 PS, woraus zu schließen ist, dass die Motorleistung für das doch recht lange Fahrzeug mit dem ursprünglichen Motor als zu schwach empfunden wurde. Aus der Typenbezeichnung kann auf einen Motor mit etwa 1,3 Litern Hubraum und 20 PS geschlossen werden, die Höchstgeschwindigkeit betrug jetzt 70 km/h. Die Produktion der Kleinwagen dauerte nur wenige Monate und wurde noch während des Jahres 1924 wieder eingestellt. Der Produktionsumfang kann auf 30 bis 50 Fahrzeuge geschätzt werden. Der Verkauf der Fahrzeuge zog sich bis 1925 hin.